# آیرون تون (میزوری)
آیرون تون (به انگلیسی: Ironton) یک شهر در ایالات متحده آمریکا است که در شهرستان آیرون، میزوری واقع شده‌است. آیرون تون ۳٫۶۰ کیلومتر مربع مساحت و ۱٬۴۶۰ نفر جمعیت دارد و ۲۷۶ متر بالاتر از سطح دریا واقع شده‌است.